# 吳克儉
吳克儉教授，GBS，JP（1952年11月29日—），生於廣東廣州，籍貫廣東恩平，前任香港教育局局長以及香港浸會大學工商管理學院客席教授，現為上海大學工商管理碩士學院名譽主席兼任退休榮譽教授，香港教育學院校董會副主席以及香港大學校友基金督導委員會委員。此外，他亦曾擔任人力資本管理顧問有限公司主席、香港人力資源管理學會、香港董事學會及香港管理專業協會資深會員；在公共事務上，他是曾為教育統籌委員會當然委員、獨立監察警方處理投訴委員會委員、香港房屋委員會委員、審計小組委員會主席、香港人力資源管理學會理事會成員及國際委員會聯合主席、香港房屋協會審核委員會以及薪酬委員會委員。

## 背景
吳克儉早年就讀馬頭涌官立小學（1963年至1966年，小四至小六），後於1966年入讀金文泰中學，並於1972年畢業（1971年中五；1972年中六）。他在校時曾為該校的圖書館管理員，1967年在中學校內陸運會取得男子丙組一百公尺第一名。1976年，吳克儉在香港中文大學社工系畢業。1977年，吳克儉擔任社聯教育委員會秘書，後來成為人力資源管理顧問。1981年，吳克儉完成香港大學社會科學碩士課程。1980年代，吳克儉歷任摩托羅拉及飛利浦等出任人力資源管理職位，於1980年代中後期至1990年代初期兼職執教香港理工大學及香港管理專業協會所舉辦的人事管理學課程。2002年，吳克儉獲李國章邀請出任香港教育學院校董會成員。他在教院風波聆訊時擔任校董會副主席。2004年，吳克儉獲委任為太平紳士。2006年至2009年，吳克儉擔任香港考試及評核局委員會委員及人力資源委員會主席。。2009年9月起，吳克儉出任考評局主席，於2012年8月約滿。2012年6月28日，吳克儉辭任九興控股獨立非執行董事。
2012年6月28日，候任香港行政長官梁振英公布新任香港政府高級官員任命，吳克儉被委任為教育局局長。對於香港教育制度改革推行達12年之久，吳克儉明言新任政府上任後的一年內應該開始各項改革的檢討工作，包括校本評核及教師的工作量等，從而令到改革價值得以延續。同年7月2日，吳克儉被問及對六四事件的感受，他表示與其他香港市民一樣對六四事件感到不開心。此外，吳克儉出席一個電台節目時表示他一生人哭過4次，見證六四事件是其中一次。他見到六四事件中有傷亡人士，加上讀到更多資料及事實，覺得不開心，希望歷史作出交代。他強調，六四事件不需特別迴避，應該公開討論。
吳克儉在接受《明報》專題訪問時指出，近年不少大型企業均願意額外付錢重點培訓員工對中國國情的了解，認為香港學生必需要認識中國大陸，認為香港政府推行德育及國民教育科必有其價值。對於德育及國民教育科可否教授六四事件等政治敏感議題，他以「不敢在專家前賣弄」為理由無正面回應，僅表示德育及國民教育科課程由專家及具經驗的教師設計，應該相信他們的專業，不存在所謂「無形之手」在背後暗地影響課程內容。2012年8月26日，吳克儉解釋委員會於開展期將就各方疑慮尋求解決方法，理論上不會有提出撤回的可能，他又表示，綜觀各因素，國民教育理應於2015年如期全面推行，時間表已經鐵定。
吳克儉於2015年11月15日接受立法會議員蔣麗芸訪問時自言，他在大學畢業後，曾要求自己每月看30本書或雜誌，至今沒有放棄，工幹坐10多小時飛機，已可以看到10多本書。

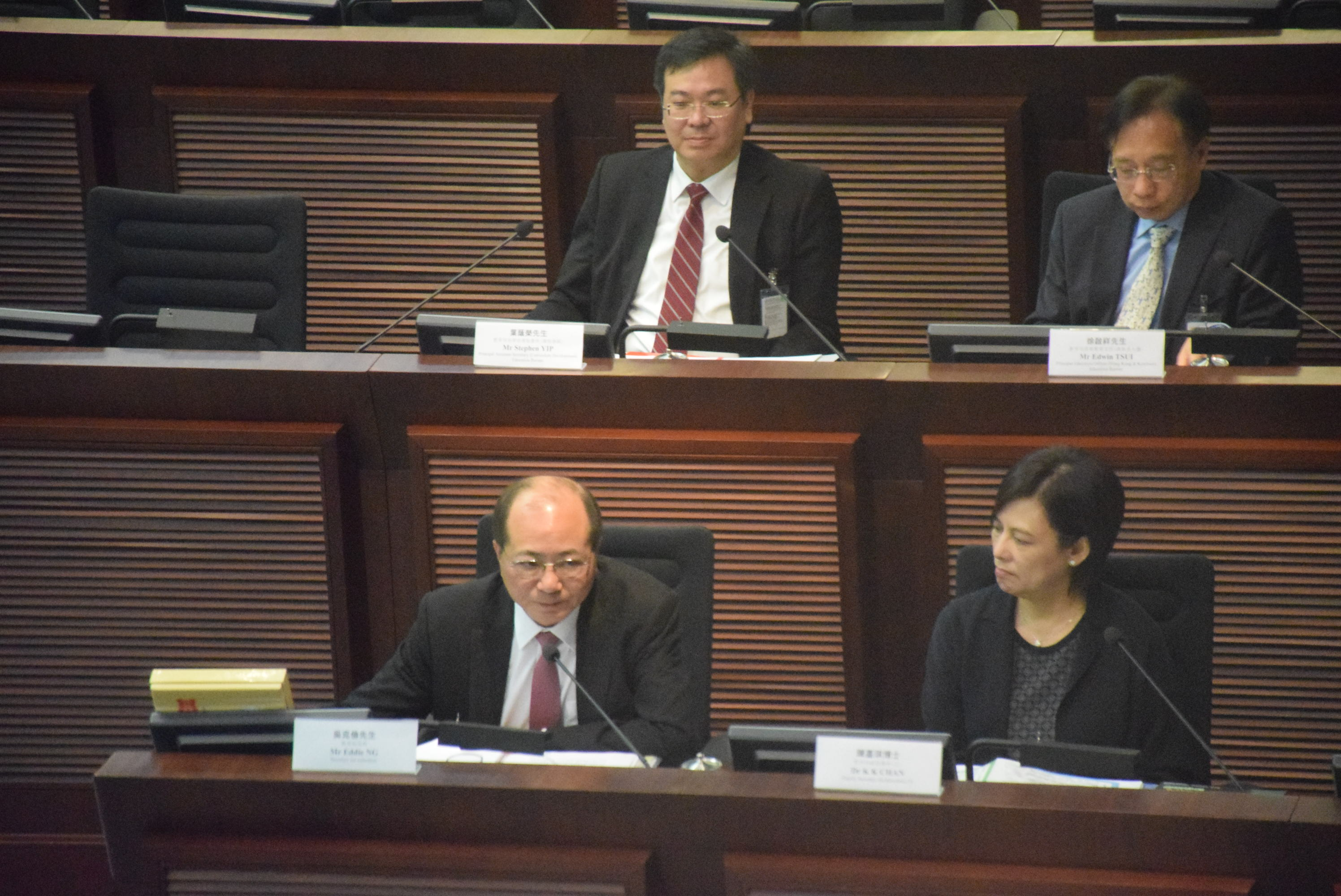
2015年7月15日，吳克儉於出席立法會議員及教育事務委員會成員會議。

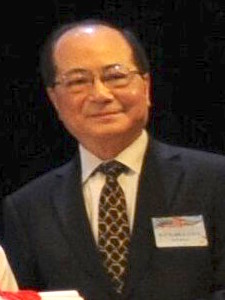
2015年6月時的吳克儉。

## 爭議

### 房委會會議出席率低
吳克儉擔任香港房屋委員會委員時，於2007年至2008年度的5次大會出席率偏低，僅出席一次。其任期後來獲延續至2010年3月31日，惹來非議。

### 教院風波
2007年，當時的教育統籌局被指以威嚇手段，干預香港教育學院運作，逼使不支持教院與香港中文大學合併的時任校長莫禮時無法續約。時任香港教育學院校董會副主席的吳克儉，被副校長陸鴻基指干預校內事務。吳其後質疑陸的講話並與對方不斷互相指責，並支持這場風波主角、被證實作出不當干預教育學院學術自由的時任教育統籌局常任秘書長羅范椒芬。

### 回應「學生自殺」事件
2016年3月，多名學生相繼自殺身亡，九日內多達七名學生墮樓，2015年9月新學年至今更有二十一名學生喪命，大部份疑與學業壓力沉重有關，在社會掀起廣泛關注。然而，教育局以及吳克儉本人遲遲未有回應，及後3月10日終召開緊急會議商討事件，惟所公佈的五項措施被質疑無助解決事件，未有正視香港教育制度下學生承受巨大壓力的問題，促請局方正視。
3月19日中午，吴克儉出席天水圍伊利沙伯中學舊生會湯國華中學的校慶，離開時有以湯錦婷為首的約50名學生抗議及高呼「吳克儉下台」，又要求他接收請願信，更有學生激動落淚。吳未有下車，留在車廂看手機短訊，拒绝和學生對話，學生圍剿他的座駕，指控他「玩手機」。吳克儉回應提到近來發生任何問題「都有人歸咎教育制度差，將教師及家長等的努力抹殺，『係好唔順氣』」，又稱「香港教育制度可培養出優秀的人，為何不多講香港教育制度的好處」。

### 因私事不出席TSA公聽會
2015年10月中旬，一群家長非議香港政府實施的小學三年級TSA制度，帶給學生太多操練和壓力，在facebook發起「爭取取消小三TSA」行動。
面對事件，身為教育局長的吳克儉仍堅持TSA有「三不」，包括不匯報學生成績、不影響學生升學、不影響學校排名，根本毋須操練，而世界各地都有類似的評核，若動輒決定取消是「大倒退」。「爭取取消小三TSA」發起人金怡寧表示，不少家長聽到局長的回應後非常憤怒，他指局長根本沒有正視問題，其後更在報章刊登致教育局局長吳克儉的公開信，促他與家長公開會面。
11月4日，吳克儉出席立法會會議回應議員有關TSA的口頭質詢。工業界議員林大輝希望他親身出席11月29日的TSA公聽會，直接與家長溝通。但吳克儉指自己當日因私人理由離港，不能出席公聽會。林大輝批評他拒出席是因私忘公，狠批「點做父母官？真係市民嘅不幸！」社民連梁國雄亦隨即批評吳以私人理由不出席不合理，「官來的！廿多萬一個月」，反問「我們可不可以用私人理由不開這個會議？學生可不可以私人理由不出席TSA測試？」網民亦繼續狠批。

### 自稱月讀30本書遭網民圍攻
2015年11月15日，吳克儉出席港台網上清談節目，接受民建聯立法會議員蔣麗芸訪問，吳在訪問中聲稱自己在大學畢業後，要求自己每月看30本書或雜誌，至今沒有放棄，公幹坐10多小時飛機，已可以看到10多本書。
而港台視像新聞 Facebook 專頁，在11月16日特別為此報道製圖以作宣傳，標題更加上吳之這段「贈言」，引發網民圍攻，有網民質疑局長「一個月可以讀 30 本書」之真實性，也有人認為港台在為吳洗底，但卻弄巧成拙。可能網民越鬧越烈的關係，在11月17日早上港台將圖片刪除後再從新上載，即之前網民的留言，都全被刪掉。
對於港台此舉，網民繼續留言狠批吳局長，認為他很「小器」，為了把之前留言「消失」，才故意刪除圖片。有人留言，諷刺局長閱讀量「真係好豐富」，公幹來回機程可看20 本書，「打個七折都14本，唔知局長帶幾大個喼呢？」有人質疑局長1個月讀30 本書，究竟是什麼類型的書，「睇三十本咸（鹹）書呀？仆你個街吳克儉！」
在互聯網活躍的中大學者沈旭暉，亦在Facebook張貼了自己的書櫃照片，風趣地諷刺說：「我嘅大廳藏書，應該勉強夠吳克儉睇兩日」。

## 家人
- 吳克儉的母親在2016年3月病逝。
- 第一任妻子梁允愛2016年6月27日因癌病逝世，有兩個兒子包括吳子奇等。
- 第二任妻子陳孟宜，他們在2020年5月申請入紙後結婚。

## 學歷
- 香港中文大學畢業（主修社會工作，副修社會學）
- 香港大學社會科學碩士

## 個人榮譽
- 太平紳士（2004年[31]）
- 銀紫荊星章（2011年）[32][33]
- 香港教育學院榮譽院士（2012年）[34][35][36][37]
- 金紫荊星章（2017年）[38]

## 個人恥辱
至2021年應，《東方日報》頭版大篇幅寫對某匿名女士的回應採訪，事主指控某香港前教育高官性侵犯，令到她身心嚴重受創，然而香港律政司和香港警察堅持放生，令打擊加重，報道亦提及記者採訪該疑似淫狼的鄰居，得知該舊官經常攜帶妙齡女子入屋，聲稱是去看蝙蝠。過了不久，升旗易得道公開指責是前高官吳克儉，指他當時嘗試強姦受害女人，結果以非插入式性侵犯了事，該報道包含報警檔案編號等技術資料。

## 公職
- 香港再出發大聯盟發起人[46][47]

## 外部連結
- 吳克儉的Facebook專頁
- 會考耿耿於懷 吳克儉惡補英文（页面存档备份，存于）
- 中大校友－二零一一年九月號（页面存档备份，存于）
- 吴克俭访英出席世界教育论坛 [永久] 中国经济网 2014-05-16